# Amaranthus tuberculatus
Espèce
Amaranthus tuberculatus, l'amarante tuberculée ou amarante rugueuse, est une espèce de plantes à fleurs dicotylédones de la famille des Amaranthaceae, originaire d'Amérique du Nord.
C'est une plante herbacée annuelle dioïque.
Cette espèce est une mauvaise herbe de nombreuses cultures aux États-Unis et au Canada, notamment des cultures de cotonnier, de maïs et de soja. Elle se multiplie exclusivement par graines, très nombreuses, un seul plant femelle pouvant produire plus d'un million de graines, ce qui permet à la plante de constituer une importante banque de graines dans le sol.
Des populations d'amarante rugueuse ont été signalées, depuis 1993, comme résistantes à plusieurs classes d'herbicides, tant aux États-Unis qu'au Canada, certaines pouvant montrer des résistances multiples (résistance simultanée à 2 ou 3 classes d'herbicides). L'espèce a montré depuis 2005 une résistance multiple à des herbicides des groupes B/2 (inhibiteurs de l'ALS), E/14 (inhibiteurs de la PPO) et G/9 (inhibiteurs de l'EPSP synthase, comme le glyphosate). Une étude publiée en 2021 précise que l'espèce peut provoquer des pertes de rendements jusqu'à 44 % dans les cultures de soja et jusqu'à 15 % dans les cultures de maïs.

## Distribution et habitat
Amaranthus tuberculatus est originaire des États-Unis et du Canada. Son aire d'origine se situe vraisemblablement dans la région allant du nord de Missouri et du Tennessee jusqu'aux Grands Lacs.
On le rencontre désormais dans 40 États, mais est plus fréquemment dans les régions des Grands Lacs et des Grandes Plaines.

## Liste des variétés
Selon Tropicos (9 janvier 2016) (Attention liste brute contenant possiblement des synonymes) :
- variété Amaranthus tuberculatus var. prostratus (Uline & W.L. Bray) Mohlenbr.
- variété Amaranthus tuberculatus var. rudis (J.D. Sauer) Costea & Tardif
- variété Amaranthus tuberculatus var. subnudus (S. Watson) Mohlenbr.
- variété Amaranthus tuberculatus var. tuberculatus